# Tunau
Tunau là một đô thị trong huyện Lörrach bang Baden-Württemberg thuộc nước Đức. Đô thị Tunau có diện tích 4,05 km², dân số là 189 người (31 tháng 12 năm 2006).